# Syndactyla ruficollis
A Syndactyla ruficollis a madarak (Aves) osztályának verébalakúak (Passeriformes) rendjébe és a fazekasmadár-félék (Furnariidae) családjába tartozó faj.

## Rendszerezése
A fajt Wladyslaw Taczanowski lengyel zoológus írta le 1832-ben, az Anabazenops nembe Anabazenops ruficollis néven.

## Előfordulása
Az Andok-hegységben, Ecuador és Peru területén honos. Természetes élőhelyei a szubtrópusi vagy trópusi síkvidéki és hegyi esőerdők, valamint lombhullató erdők.

## Megjelenése
Testhossza 18–19 centiméter, testtömege 29–39 gramm.

## Életmódja
Ízeltlábúakkal táplálkozik.

## Természetvédelmi helyzete
Az elterjedési területe kicsi és csökken, egyedszáma 7 000 példány alatti és szintén csökken. A Természetvédelmi Világszövetség Vörös listáján sebezhető fajként szerepel.